# At the Beeb
At the Beeb — концертный альбом английской рок-группы Queen, вышедший в 1989 году.

## Альбом
At the Beeb был выпущен на виниле, аудиокассете и компакт-диске. В США альбом был выпущен под названием Queen at The BBC на компакт-диске и с другой обложкой.
В альбом вошли записи 8 песен группы, которые были записаны на программе «Sound of the 70s» радиостанции BBC Radio 1. Первые четыре были записаны 5 февраля 1973 года, остальные 3 декабря того же года. Все песни, кроме одной, с альбома «Queen», только композиция «Ogre Battle» с альбома «Queen II».
Песни не исполнялись так, как они потом появились на альбомах. Они игрались в таком варианте, в котором они позже исполнялись на концертах. У записи «Ogre Battle» было повреждено вступление, поэтому в начале минуту песни пришлось вырезать.

## Список композиций
1. «My Fairy King» (Меркьюри) — 4:06

Обложка американской версии альбома.

2. «Keep Yourself Alive» (Мэй) — 3:47
3. «Doing All Right» (Мэй/Стаффел) — 4:11
4. «Liar» (Меркьюри) — 6:28
5. «Ogre Battle» (Меркьюри) — 3:56
6. «Great King Rat» (Меркьюри) — 5:57
7. «Modern Times Rock 'n' Roll» (Тэйлор) — 2:00
8. «Son and Daughter» (Мэй) — 7:08